# Mamenchisaurus

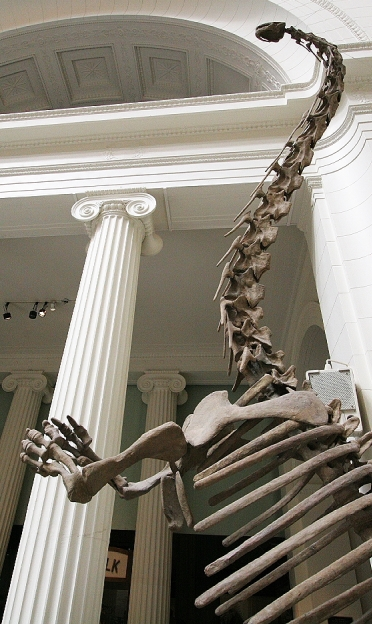

Mamenchisaurus are cel mai lung gât dintre toți dinozaurii. Acel gât era format din 19 vertebre și are aprox. 14 metri lungime. Datorită craniului mic și mai adâncit, Mamenchisaurus aparținea unui grup de euhelopide mai primitive. Lungimea mare a gâtului său îl făcea capabil pe acest dinozaur să se hrănească cu frunzele arborilor din pădurile dese. Alte variante despre hrana acestuia ar fi că se hrănea în principal cu plante ce creșteau până la înălțimi mici. Mamenchisaurus a trăit acum aproximativ 160 sau 155 de milioane de ani în urmă.

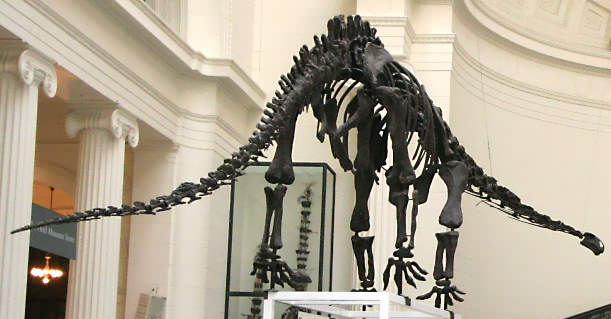

| Mamenchisaurus        | Mamenchisaurus                                                                       |
| --------------------- | ------------------------------------------------------------------------------------ |
| Sit cu fosile:        | China, Mongolia                                                                      |
| Clasificare:          | Sauropoda, Euhelopodidae                                                             |
| Semnificația numelui: | Șopârla lui Mamen Brook                                                              |
| Perioadă:             | Jurasic superior, Etapa tithonian                                                    |
| Lungime:              | aprox.21-25 metri                                                                    |
| Greutate:             | aprox.12-15 tone                                                                     |
| Mod de viață:         | Erbivor                                                                              |
| Hrană:                | Plante, Frunzele arborilor înalți                                                    |
| Specii:               | M.sinocanadorum, M.hochuanensis, M.youngi, M.jingyaninsis M.anyuensis, M.constructus |